# Castillo Kumamoto
El Castillo Kumamoto (熊本城 Kumamoto-jō?) es un  castillo japonés localizado en Kumamoto, prefectura de Kumamoto, Japón que ha sido abierto al público en general para recorridos turísticos. 
Se trata de un castillo de grandes dimensiones y que en su momento era extremadamente bien fortificado. El donjon (parte central del castillo) es una reconstrucción de cemento que data de 1960, pero muchos edificios auxiliares de madera siguen siendo los originales. Este castillo fue  asediado durante la Rebelión Satsuma, donde fue saqueado e incendiado después de 53 días de asedio.
Cerca del castillo, en el Parque San-no-Maru se encuentra el Hosokawa Gyobu-tei, la antigua residencia del clan Hosokawa, los daimyō de Higo. La mansión tradicional de madera tiene un fino jardín japonés.
Las paredes de roca curvadas conocidas como musha-gaeshi y los tejados salientes de madera fueron diseñados para evitar que los enemigos penetraran en el castillo. Cataratas de piedra también fueron utilizadas como disuasivos. 
El Castillo Kumamoto recientemente celebró su 400mo. aniversario. El 27 de diciembre de 2007, una renovación a gran escala del Palacio Interior del Señor fue terminada. La ceremonia pública para celebrar la renovación se llevó a cabo el 20 de abril de 2008.
Es considerado uno de los tres mejores castillos de Japón junto con el de Nagoya y el de Osaka.
El 14 de abril de 2016 debido a un fuerte terremoto de magnitud 6.5 en la escala Richter, el castillo sufrió daños considerables en sus paredes y techos.